# Lijst van mascottes van het Europees kampioenschap voetbal
Het Europees kampioenschap voetbal mannen heeft sinds het toernooi in Italië in1980 elke uitvoering een officiële mascotte.
De mascotte dient als beeldmerk van het toernooi en genereert middels beeltenissen op merchandising een grote bron van inkomsten voor de organisatoren. Daarnaast is het gebruikelijk dat de mascotte aanwezig is in stadions als publieksopwarmer. Sommige mascottes hebben in de loop der jaren eigen televisieprogramma's of stripboeken gekregen. De mascotte heeft veelal representatieve kenmerken van het gastland, welke ten uiting komen in het tenue, kleuren, dierkeuze, enzovoorts.
| Jaar | Mascotte(s)      | Gastland(en)           | Afbeelding |
| ---- | ---------------- | ---------------------- | ---------- |
| 1980 | Pinocchio        | Italië                 |            |
| 1984 | Peno             | Frankrijk              |            |
| 1988 | Berni            | West-Duitsland         |            |
| 1992 | Rabbit           | Zweden                 |            |
| 1996 | Goliath          | Engeland               |            |
| 2000 | Benelucky        | Nederland België       |            |
| 2004 | Kinas            | Portugal               |            |
| 2008 | Trix en Flix     | Oostenrijk Zwitserland |            |
| 2012 | Slavek en Slavko | Oekraïne Polen         |            |
| 2016 | Super Victor     | Frankrijk              |            |
| 2020 | Skillzy          | Europa                 |            |
| 2024 | Albärt           | Duitsland              |            |